# 新聞節目
新聞節目是指以報導即時消息、探討時事，通常定時播出的電台或電視節目。
新聞節目通常是由多則新聞報導內容所組成，會由一個或多個主播播報。新聞節目可包括現場或預先錄製的訪問、專家的分析、民意調查結果，偶爾會包含社论內容。
在電視普及之前，新聞節目影片甚至會在電影院裡播出。
然而，新聞節目受到政治壓力影響時，所報導的新聞會趨向單一性，更嚴重者會自我審查，但情況比起平面報章媒體輕微。

## 電台新聞
只能依靠聲音表達新聞內容，稿件須容易理解，聽得明白。由於不用印刷，拍攝等，製作成本較低，也可以在最短時間內發布即時的新聞內容。
通常每條電台頻道每半小時或一小時，會有一小節新聞報道。
電台新聞收聽方便，講求即時，為眾多媒介中最能做到搶先報道一單新聞。

## 電視新聞

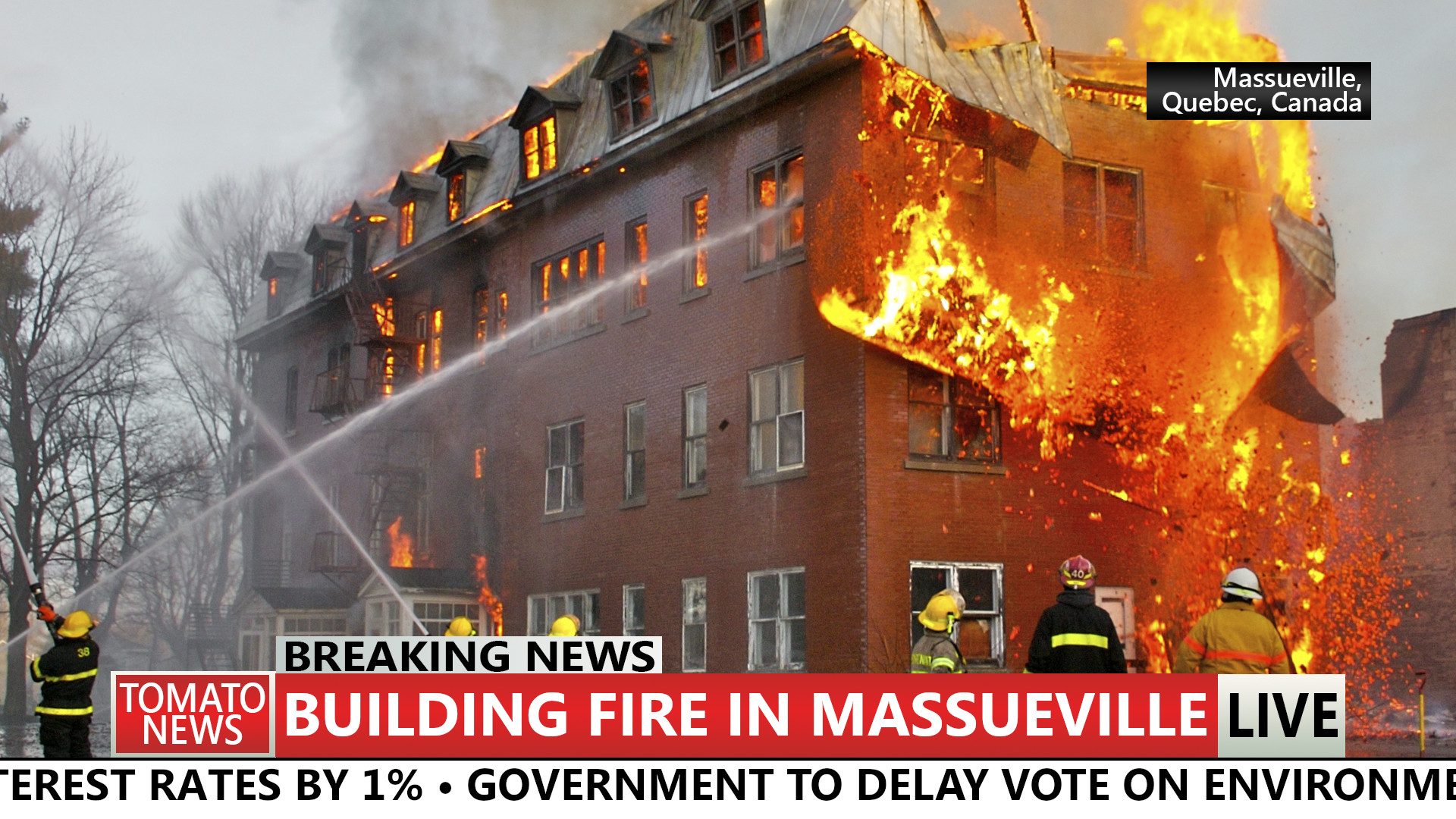
模擬美國的電視新聞畫面

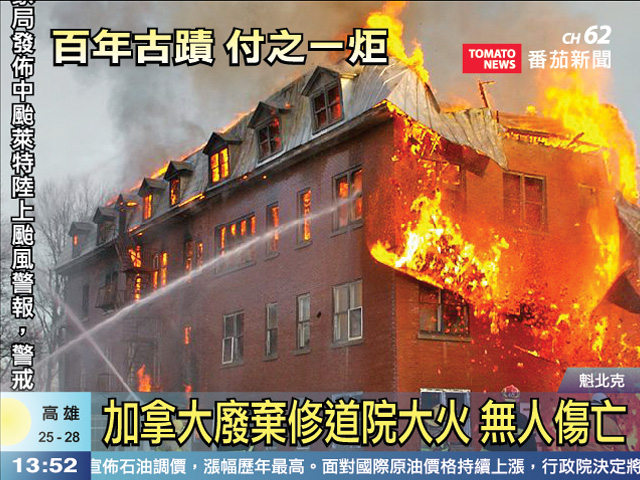
模擬台灣的電視新聞畫面

在新聞節目中，電視新聞最為廣泛認知，是利用電視廣播新聞的時事節目。
除了聲音，還可以透過畫面，包括拍攝片段、圖表和動畫呈現新聞。局限是電視台難以報道一些缺乏畫面的新聞。
一般來說電視台自己負責拍攝及訪問，經過剪輯後播放出來。不過很多小型電視台都沒有製作全面新聞的能力，要通過向國際通訊社和其他電視台購買片源和稿件，以省卻採訪成本，所以自家製作的新聞報導多寡，可作為電視台實力的指標。
收看電視新聞無可否認是現代人生活的一部分，乃不可獲缺的訊息來源。主持人曝光率高，比平面報章新聞有更多可靠性。

## 新聞頻道
絕大部分運作成熟的電視台，以及少數的電台，均會專門設立一條或數條新聞頻道。
除了24小時不斷播放和更新即日新聞，全程直播重要事件，並會製作有時事專題、分析等新聞節目。

## 詳盡新聞時段
無論電台或電視台，每條綜合頻道每天均會按照聽眾和觀眾的生活習慣，設有數個指定的新聞時段，以較長時間和篇幅，詳盡播放該天新聞。這數個時段被視為整天重點的黃金時段，即日新聞是否能夠製作完成，並趕及在這些時段播出，被視為與友台對手之間的成敗指標。
- 通常的詳盡新聞時間如下：
  - 晨間新聞（早上早餐時間）
  - 午間新聞（午飯時間）
  - 晚間新聞（傍晚晚飯時間）
  - 夜間新聞（深夜臨入睡前）
  - 手語新聞（以手語廣播）
  - 特別新聞（特發新聞，通常現埸直播)

- 緊跟著本地及外地新聞，電台或電視台每天均有其他環節。
  - 財經新聞
  - 體育新聞
  - 天氣報告
  - 交通消息（通常在晨間新聞（上班）及晚間新聞（下班）播出）
  - 各地趣聞
  - 娛樂新聞（娛樂新聞在台灣被歸類為正規新聞，混合於一般新聞播放，其他各地則由娛樂部門製作）